# Боронув (гміна)
Гміна Боронув (пол. Gmina Boronów) — сільська гміна у південній Польщі. Належить до Люблінецького повіту Сілезького воєводства.
Станом на 31 грудня 2011 у гміні проживало 3337 осіб.

## Територія
Згідно з даними за 2007 рік площа гміни становила 56.34 км², у тому числі:
- орні землі: 21.00%
- ліси: 74.00%

Таким чином, площа гміни становить 6.85% площі повіту.

## Населення
Станом на 31 грудня 2011:
| Опис     | Загалом | Загалом | Чоловіки | Чоловіки | Жінки | Жінки |
| -------- | ------- | ------- | -------- | -------- | ----- | ----- |
| одиниця  | осіб    | %       | осіб     | %        | осіб  | %     |
| все      | 3337    | 100     | 1667     | 49.96    | 1670  | 50.04 |
| міське   | 0       | 100     | 0        |          | 0     |       |
| сільське | 3337    | 100     | 1667     | 49.96    | 1670  | 50.04 |

## Сусідні гміни
Гміна Боронув межує з такими гмінами: Возьники, Герби, Конописька, Кошенцин.